# Indeksirani jezik
Indeksirani jezik je formalni jezik kojeg je otkrio Alfred Aho, i koji je pravi podskup skupa svih kontekstno ovisnih jezika i pravi nadskup skupa svih kontekstno neovisnih jezika. Indeksirani jezici mogu biti oblika:
{\displaystyle L=\{a^{n}b^{n}c^{n}|n\geq 1\}}
Minimalna gramatika koja generira indeksirani jezik jest indeksirana gramatika, a automat koji ga prihvaća jest automat s ugniježđenim stogom. Indeksirana gramatika može imati stog pridodan nezavršnim znakovima koji se kopiraju u nezavršne znakove kćeri. Pored dodavanja i uzimanja znakova sa stoga, automat s ugniježđenim stogom može i čitati sadržaj stoga. Također, stog može ugnijezditi druge stogove unutar sebe.

## Vidjeti također
- Chomskyjeva hijerarhija

## Vanjske poveznice
- "NLP in Prolog" poglavlje o indeksiranim gramatikama i jezicima